# 546 p.n.e.
| [ Edytuj tabelę ] |                                          |
| Tyran Aten        | - 561 p.n.e. Pizystrat 527 p.n.e.        |
| Król Babilonu     | - 556 p.n.e. Nabonid 539 p.n.e.          |
| Władca Chin       | - 572 p.n.e. Lingwang 545 p.n.e.         |
| Władca Egiptu     | - 570 p.n.e. Ahmose II 526 p.n.e.        |
| Król Kartaginy    | - 550 p.n.e. Magon I 530 p.n.e.          |
| Król Lidii        | - 560 p.n.e. Krezus 546 p.n.e.           |
| Król Macedonii    | - 547 p.n.e. Amyntas I 498 p.n.e.        |
| Władca Persji     | - 559 p.n.e. Cyrus II Wielki 530 p.n.e.  |
| Król Rzymu        | - 579 p.n.e. Serwiusz Tuliusz 534 p.n.e. |
| Król Sparty       | - 560 p.n.e. Anaksandridas II 520 p.n.e. |
| Król Tyru         | - 552 p.n.e. Hiram III 532 p.n.e.        |

Rok 546 p.n.e.
stulecia: VII wiek p.n.e. ~
VI wiek p.n.e. ~
V wiek p.n.e.

lata: 556 p.n.e. «
550 p.n.e. «
549 p.n.e. «
548 p.n.e. «
547 p.n.e. «
546 p.n.e. »
545 p.n.e. »
544 p.n.e. »
543 p.n.e. »
542 p.n.e. »
536 p.n.e.

## Wydarzenia
- Lidia została podbita przez Persję i przekształcona w satrapię Saparda (Sardes)
- Persowie rozpoczęli podbój Jonii oraz podbili Karię i utworzyli z niej satrapię
- Bitwa 300 mistrzów

## Zmarli
- Anaksymander z Miletu, grecki filozof, twórca pierwszego greckiego zegara słonecznego (ur. 610 p.n.e.) (data sporna lub przybliżona).